# Acacia cultriformis
Espèce
Classification phylogénétique
Répartition géographique
Acacia cultriformis  est une espèce de plantes à fleurs de la famille des Mimosaceae, ou des Fabaceae selon la classification phylogénétique. C'est un arbuste originaire d'Australie mais il est cultivé dans de nombreux pays en Afrique, en Amérique, en Asie du Sud-Est et en Nouvelle-Zélande.

## Description
Ce sont des arbustes de 2 à 3 m de haut.

## Étymologie
L'épithète cultriformis signifie : feuilles en forme de couteau.

## Utilisation
Ils sont cultivés pour leurs fleurs comestibles utilisées pour faire des beignets. On utilise leurs pigments jaunes pour faire des teintures mais aussi les pigments verts de leurs gousses.
Comme cette espèce porte de nombreuses épines, elle est utilisée pour faire des haies.

## Galerie

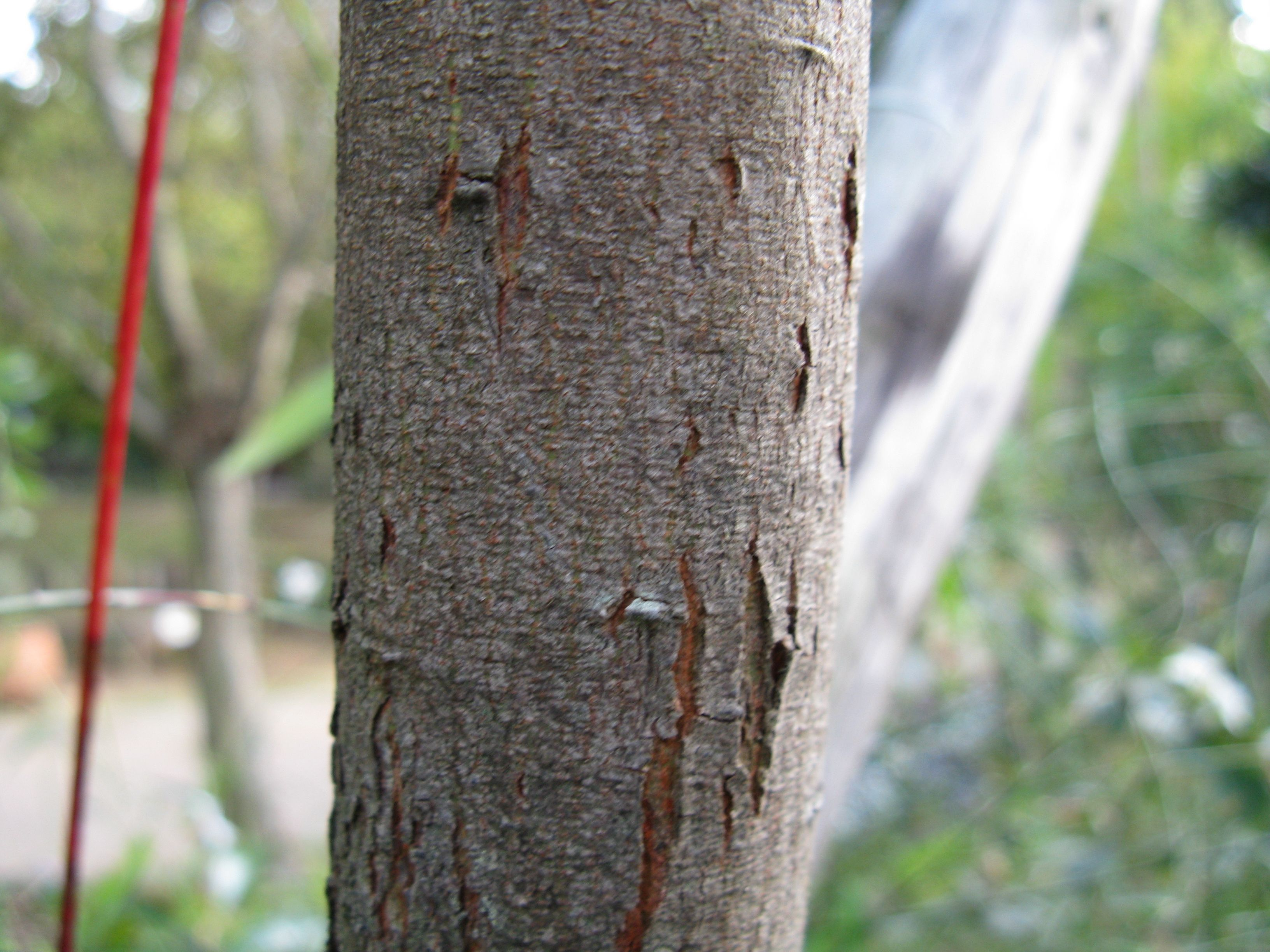
Tronc d'acacia cultriformis.
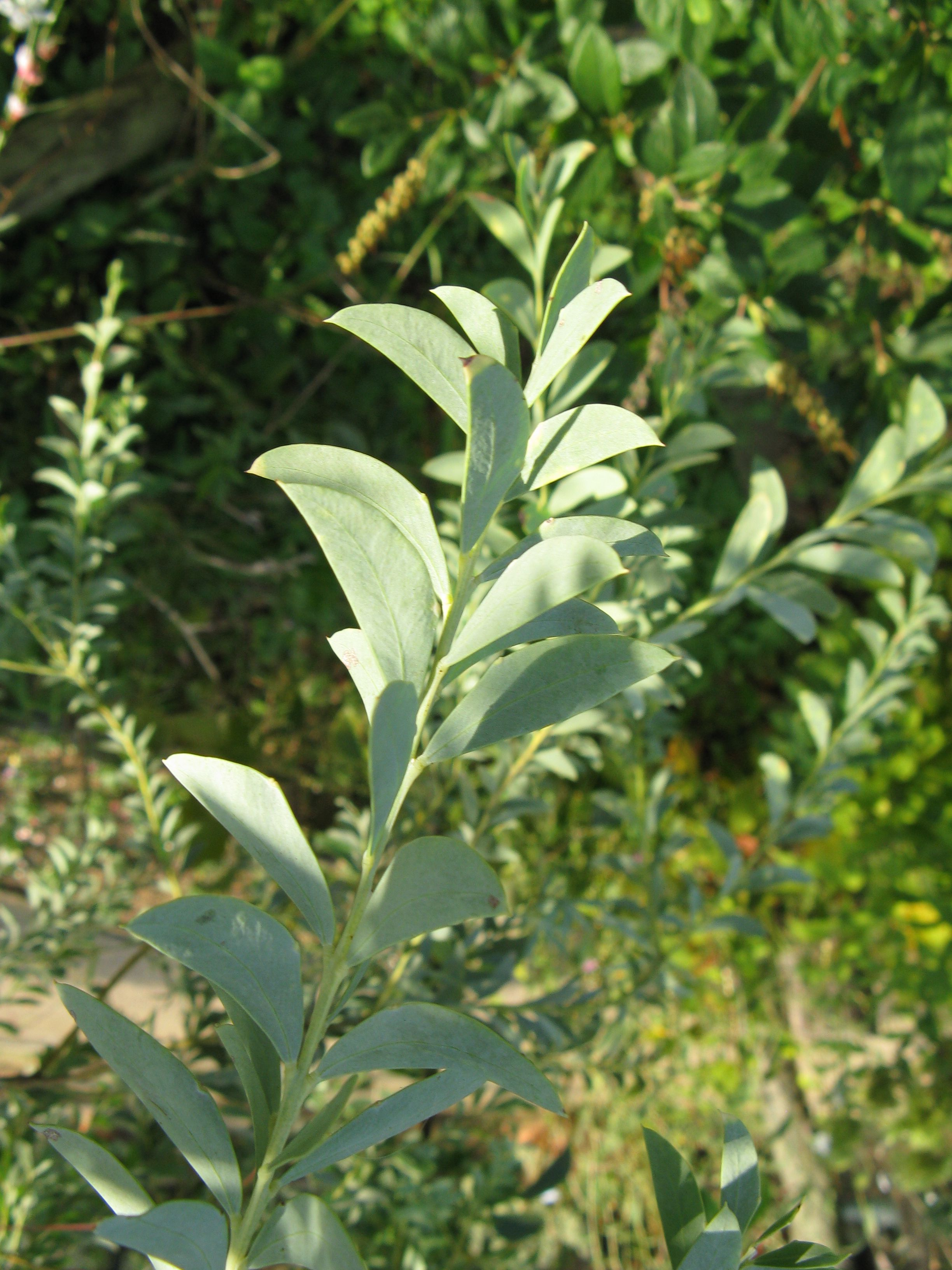
Feuillage d'acacia cultriformis.
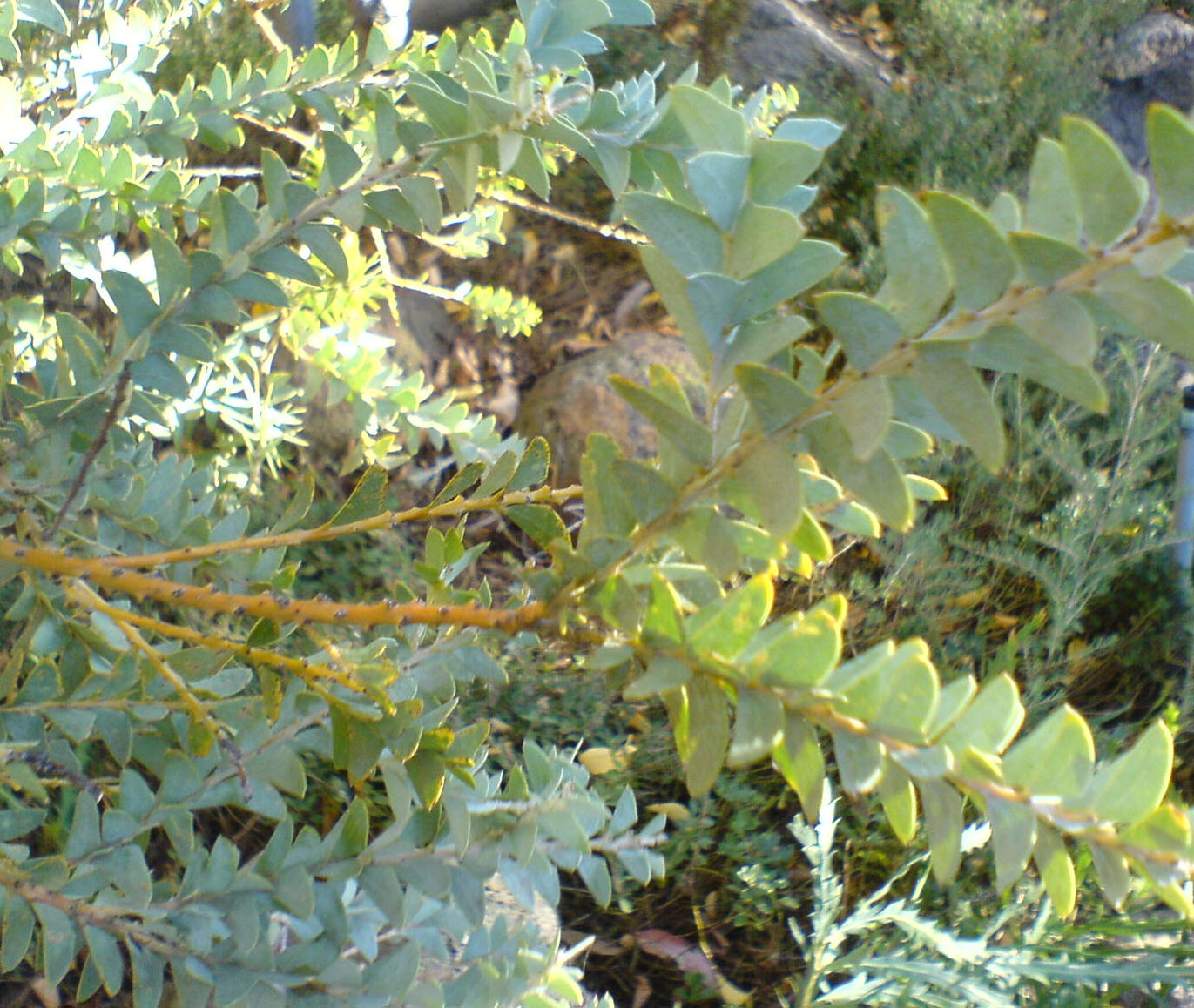
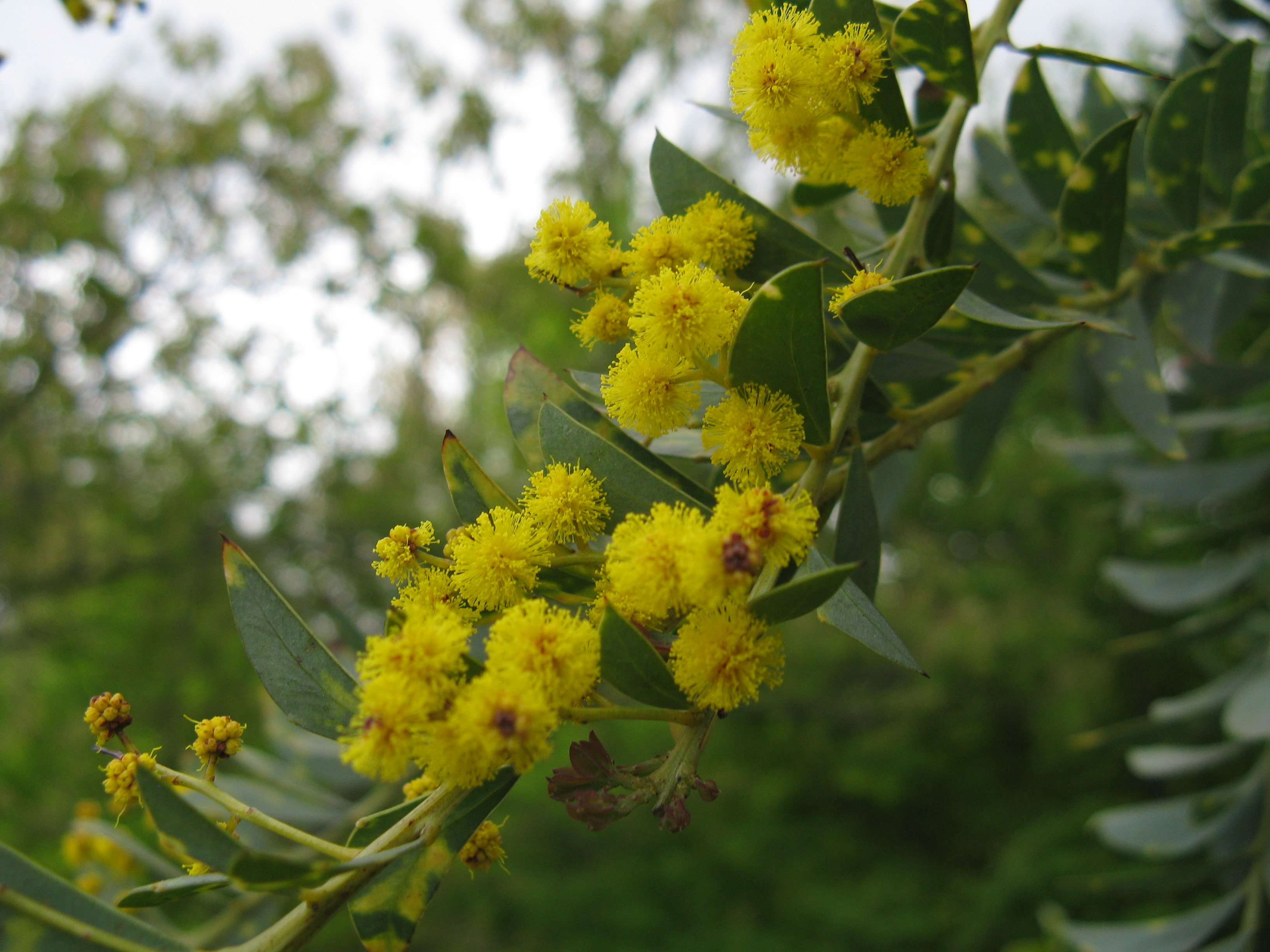
Fleurs d'acacia cultriformis.

## Synonymes
- Acacia cultriformis var. albicans Chopinet
- Acacia cultriformis var. glaucescens Chopinet
- Acacia glaucifolia Meisn.
- Acacia glaucophylla F.Cels
- Acacia scapuliformis G.Don
- Racosperma cultriforme (A.Cunn. ex G.Don) Pedley